# Protulipa
Protulipa is een plaats in de gemeente Generalski Stol in de Kroatische provincie Karlovac. De plaats telt 51 inwoners (2001).